# Псевдоартроз
Псевдоартро́з (либо «неоартро́з») — это ложный сустав, образовавшийся на несвойственном ему месте вследствие длительно существующего вывиха, либо длительно не сросшегося перелома при отсутствии должной медицинской помощи. Он образуется, как правило, после трёх—шести месяцев после травмы.
Ложные суставы подразделяются на:
- врожденные (встречаются сравнительно редко, составляя около 0,4% ортопедической патологии, преимущественно это нижняя треть голени). В основе лежит внутриутробное нарушение костеобразования с возникновением неполноценной костной структуры на определенном участке, что приводит к нарушению целости кости в ближайшее время после начала нагрузки на нее или к 2—3 годам жизни;
- приобретенные (обусловлено разнообразными общими и местными факторами; к общим факторам относятся нарушения функции желез внутренней секреции, беременность, авитаминозы, острые и хронические инфекционные заболевания, расстройства трофических функций нервной системы;к местным факторам относятся различные формы переломов, ошибки в их лечении, где имеет место нарушение кровообращения в области перелома)[2].

Врожденный вывих бедра также может стать причиной возникновения псевдоартроза.
В некоторых случаях ложный сустав формируется как паллиативная операция при лечении травмы, например, при переломе шейки бедра у пожилых пациентов, когда невозможно или недоступно эндопротезирование.

## Диагноз
Диагноз ставится на основании рентгеновских снимков в двух взаимно перпендикулярных проекциях и клинических проявлений.